# Renate Jung
Renate Gertrud Jung (* 1943) ist eine deutsche Malerin und Buchautorin.

## Leben
Renate Jung, in Hilsbach bei Heidelberg geboren, studierte ab 1972 an der WKS Würzburg bei Wolfgang Lenz, später  unter anderem bei Werner Tübke. Ihr Werk umfasst Kunst am Bau, Wandmalerei, Tafelbild, Zeichnung, Grafik, Aquarell, Plastik und insbesondere Porträts. Jung ist Porträtistin für Persönlichkeiten des öffentlichen Lebens, arbeitet als Volkshochschul-Dozentin und gibt private Work-Shops.
Jung, die in Würzburg und Südfrankreich lebt und arbeitet, stellte als erste deutsche Malerin auf Einladung des BBK der Mongolei in Ulaanbaatar aus. 
Renate Jung wurde 2015 die Verdienstmedaille des Verdienstordens der Bundesrepublik Deutschland verliehen.

## Buchillustrationen
- Siebenlistiges. Schwänke und Geschichtli aus Eibelstadt. Texte von Franz Schicklberger.
- Werner Tiltz / Renate Jung: Geliebtes Dickerchen. Illustrationen von Renate Jung.  Media on Demand 2008. ISBN 978-3-86611384-8
- [Werner Tiltz]: Stille Zeit fängt Feuer. Illustrationen von Renate Jung. Geheimsprachen Verlag Hamburg – Münster 2013. ISBN 978-3-939211-58-7

## Einzelausstellungen (Auswahl)
- 1992/1993, 2000, 2003 Otto-Richter-Kunsthalle, Würzburg
- 2000 Europäischer Kulturpreis, Calvados, Frankreich
- 2000 Frankenhaus, Otsu, Japan
- 2001 Kunsthalle Ulan Bator, Mongolei
- 2002 Städtische Galeri, Marktheidenfeld
- 2002 Thomas-Dehler-Haus, jetzt Hans-Dietrich-Genscher-Haus, Berlin
- 2003 Museum für Moderne Kunst, Hollfeld
- 2007 Spitäle-Galerie, Würzburg
- 2009 Oriol Gallery, München
- 2009 Galerie Papiushof, Sulzfeld
- 2010 Galerie Schwanitz, Würzburg
- 2012 Kunst- und Kulturzentrum, Dettelbach
- 2013 IHK, Würzburg
- 2014 Kahnweilerhaus, Rockenhausen